# Styrtløb
Styrtløb er en af de alpine discipliner inden for skisport. Styrtløb har den næsthøjeste fart blandt de alpine discipliner (efter speed skiing), med de risici som deraf følger. De bedste løbere kommer op på hastigheder omkring 150 km/t, men under konkurrencerne i Lauberhornrennen i Wengen, Schweiz, og i Hahnenkammrennen i Kitzbühel, Østrig, ses undertiden hastigheder på 160km/t. Den højeste hastighed blev sat i 2013 af franskmanden Johan Clarey, på 161,3 km/t Fald indebærer ofte alvorlige skader og dødsulykker forekommer.

## Banen
En typisk styrtløbsbane begynder langt oppe på bjerget og bør indeholde høje hastigheder, udfordrende sving, nogle hop samt glatte områder. En styrtløbsbane indeholder kun røde porte. (andre alpine discipliner har både røde og blå). 

## Løbet
Et styrtløb indeholder bare et gennemløb. Løberne gør store forberedelser med daglige inspektioner af banen, diskussioner med trænere og holdkammerater og tidstræning. I selve løbet forsøger løberne at svinge så lidt som muligt og prøver at finde den bedste linje for at spare hundrededele af sekunder. Løberne prøver at stå i den såkaldte æggestilling for at minimere luftmodstanden.